# Tamtoc

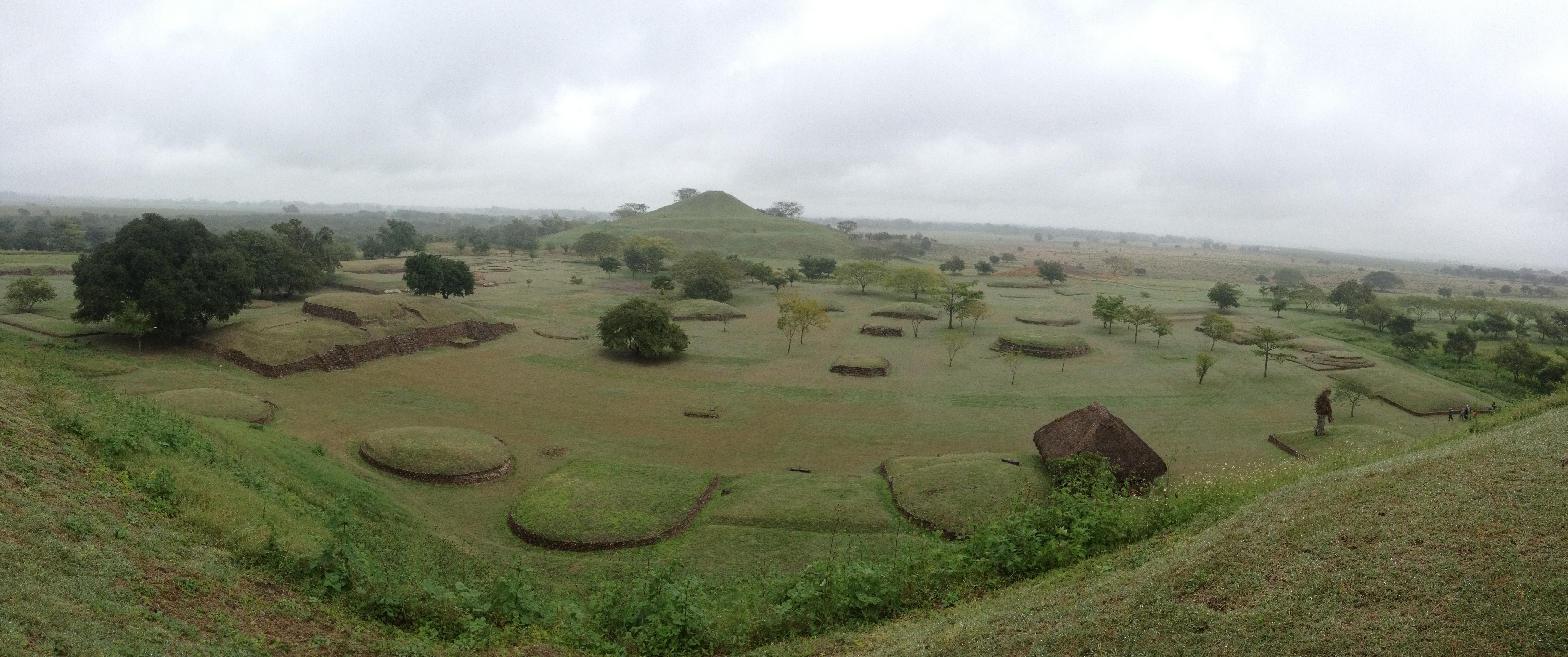
Blick über Tamtoc

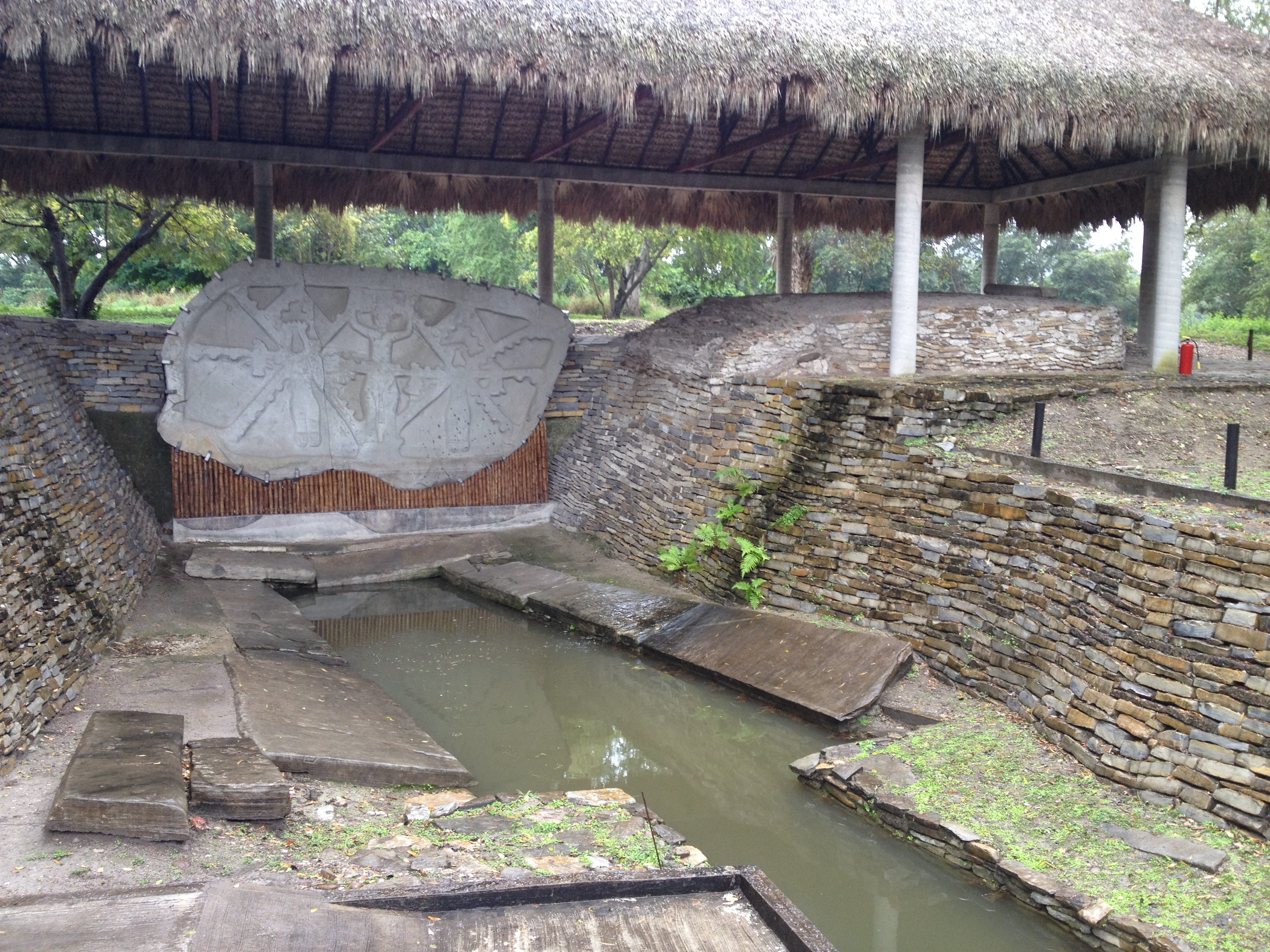
Reliefierte Steinplatte mit Darstellung einer Priesterin (?)

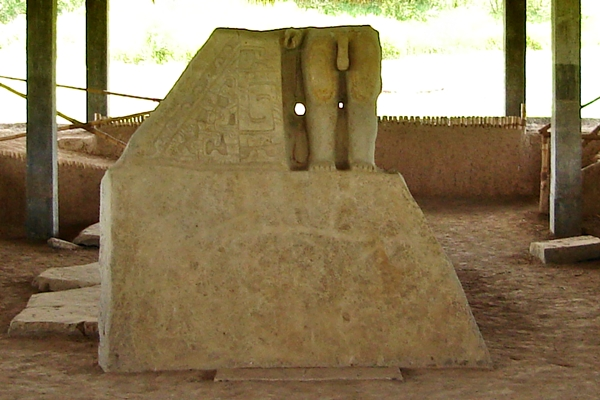
Torso einer stehenden männlichen Figur

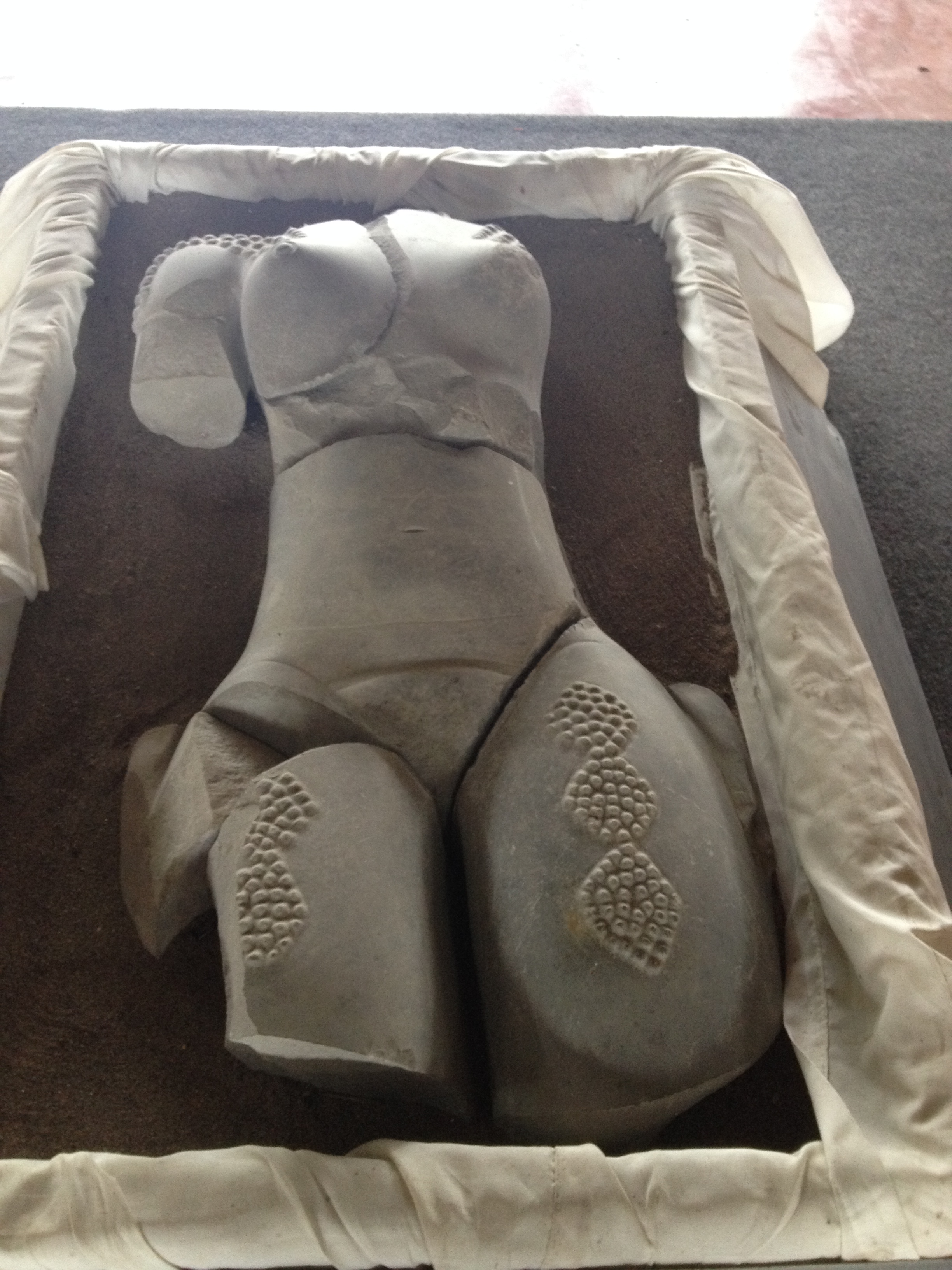
„Venus“ von Tamtoc

Tamtoc ist ein Kultzentrum der Huaxteken bei der Stadt Tamuín im Südosten des heutigen Bundesstaats San Luis Potosí im Osten Zentralmexikos.

## Lage
Die über 200 ha große archäologische Stätte von Tamtoc liegt innerhalb einer Schleife des Río Tampaón im flachen und regenreichen Küstenvorland des Golfs von Mexiko in einer Höhe von ca. 50 m. Nur etwa 5 km nordöstlich befindet sich die archäologische Stätte von Tamohi (oder El Consuelo).

## Geschichte
Tamtoc war wahrscheinlich von etwa 600 v. Chr. bis 1300 n. Chr. von Huaxteken und/oder deren kulturellen Vorläufern besiedelt. Die Ruinenstätte wurde in der Zeit um 1900 entdeckt und in den 1930er und 1960er Jahren ausgegraben. Erst im Jahr 2006 wurde sie der Öffentlichkeit zugänglich gemacht.

## Architektur
Die Golfküste Mexikos besteht beinahe ausschließlich aus fruchtbaren Schwemmlandböden; Steine sind ausgesprochen selten und mussten in der Regel von weither herangeschafft werden. Markante Punkte von Tamtoc sind zwei etwa 20 bis 25 m hohe Erdpyramiden; auf der großen Plaza dazwischen befinden sich die Überreste mehrerer architektonischer Strukturen, darunter einiger Rundbauten, deren höher gelegene und längst verschwundene Teile wahrscheinlich aus Schilfhütten etc. bestanden.

## Skulpturen
Die Archäologen legten mehrere Reliefplatten etc. mit schwer zu deutenden figürlichen Darstellungen frei. Eine in mehrere Teile zerbrochene Frauenfigur („Venus“) mit nackten Brüsten und Tätowierungen(?) auf Beinen und Schultern gehört zu den außergewöhnlichsten Plastiken mesoamerikanischer Kunst.